# Люк Літтлер
Люк Літтлер (нар. 21 січня 2007) — англійський професійний гравець у дартс, який бере участь у змаганнях, які організовуються Корпорацією професійного дартсу (PDC), де він наразі займає друге місце у світовому рейтингу. Він є чинним чемпіоном світу PDC після перемоги на Чемпіонаті світу з дартсу 2025 року, на якому він став наймолодшим чемпіоном світу в історії. Під час перемоги йому було 17 років та 347 днів. Крім цього, Літтлер виграв 11 титулів старшого рівня PDC і є чинним чемпіоном Прем'єр-ліги, турнірів Великого шолома та фіналів Світової серії дартсу. Він також виграв два титули Світової серії дартсу та молодіжний чемпіонат світу PDC 2023 року.

#### Чемпіонат світу з дартсу PDC
Літтлер кваліфікувався на Чемпіонат світу з дартсу PDC 2025 як четвертий номер світового рейтингу. У першому раунді змагань він не грав як сіяний гравець з топ-32. У другому раунді Літтлер переміг Раяна Мейкла з рахунком 3–1 за сетами, побивши рекорд із найвищим середнім результатом у матчі Чемпіонату світу, набравши в середньому 140,91 балів у четвертому й останньому сеті, пропустивши дубль 12 для дев'яти дротиків у другій частини четвертого сету. Літтлер кваліфікувався до фіналу, перемігши Яна Вайта, Раяна Джойса, Натана Аспіналла та Стівена Бантінга. У фіналі Літтлер переміг триразового чемпіона світу Майкла ван Гервена з рахунком 7–3 за сетами. У віці 17 років і 347 днів Літтлер став наймолодшим чемпіоном світу з дартсу в історії, побивши рекорд, який раніше належав ван Гервену, якому було 24, коли він виграв свій перший титул чемпіона світу в 2014 році. Літтлер також виграв приз Ballon d'Art за найбільшу кількість отриманих 180 очок на Чемпіонаті світу. Він подолав позначку у 1 000 000 фунтів стерлінгів призових отриманих за кар'єру і отримав найвищий рейтинг у своїй кар'єрі, ставши другим у світі після Люка Хамфріса.

## Результати на чемпіонатах світу

### Чемпіонат світуВсесвітньої федерації дартсу(WDF)
- 2022: третій раунд (програв Річарду Венстрі 0–3 за сетами)

### Чемпіонат світу PDC
- 2024: друге місце (програв Люку Хамфрісу 4–7 за сетами)
- 2025: Переможець (переміг Міхаеля ван Гервена 7–3 за сетами)